# Oudon (Dives)
De Oudon is een rivier in het Franse departement Calvados. Het is een rechterzijrivier van de Dives. Ze is zo'n 26 km lang.
De Oudon ontspringt in Les Moutiers-en-Auge nabij de grens met het departement Orne en stroomt dan in noordelijke en noordwestelijke richting door het Pays d'Auge. Na 26 kilometer mondt ze uit in de Dives tussen Bretteville-sur-Dives en Ouville-la-Bien-Tournée. De rivier gaf haar naam aan de fusiegemeente L'Oudon die in 1973 werd gecreëerd.

## Plaatsen en gemeenten langs de Oudon
De Oudon loopt langs volgende plaatsen of op het grondgebied :
Les Moutiers-en-Auge, Abbeville, L'Oudon (deelgemeenten Grandmesnil, Ammeville, Notre-Dame-de-Fresnay, Saint-Martin-de-Fresnay, Écots), Mittois, Hiéville, grens tussen Bretteville-sur-Dives met achtereenvolgende Vieux-Pont-en-Auge, Sainte-Marie-aux-Anglais (gemeente Le Mesnil-Mauger) en Ouville-la-Bien-Tournée.